# A29 (Frankrijk)
De A29 is een snelweg gelegen in Frankrijk. Om van de A29 gebruik te mogen maken dient de automobilist tol te betalen. Het traject dat in totaal 264 kilometer bedraagt loopt vanaf de A13 in Normandië via de Pont de Normandie bij Le Havre in westelijke richting tot aan het knooppunt met de A131 en verder via de knooppunten met de A150 en A151. Na de plaats Saint-Saëns volgt de weg voor een aantal kilometers de A28 alvorens af te takken naar Amiens. Na Poix-de-Picardie loopt de route samen met de A16. Daarna vervolgt de A29 als zuidelijke rondweg van de stad Amiens met het tolpunt 'Jules Verne'. Daarna gaat het verder in oostelijke richting naar Saint-Quentin, waarbij zij de A1 - de weg tussen Rijsel en Parijs - kruist. Bij Saint-Quentin sluit de weg aan op de A26.